# Akraberg

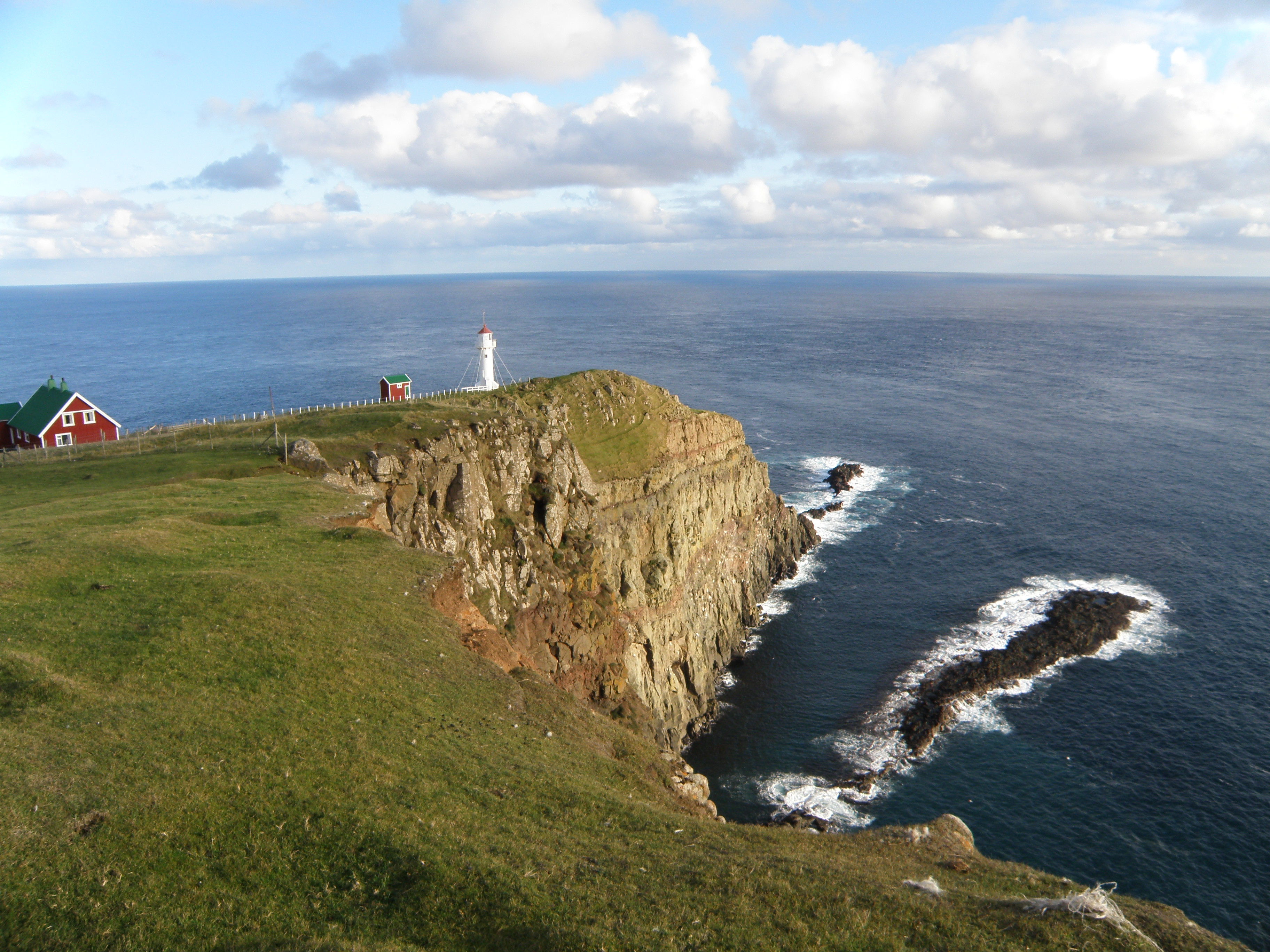
Akraberg.

Akraberg på Suðuroy är Färöarnas näst sydligaste punkt. Vid platsen finns en fyr och en radiosändare. Fem kilometer söder om kusten finns Färöarnas sydligaste punkt Munkurin. Sundet mellan Munkurin och Suðuroy är beryktat för dess våldsamma strömmar. År 1884 störtade Munkurin delvis samman.
Fyrtornet byggdes år 1909. Samtidigt blev fyrmästaren och personal anställd. Då avståndet till närmaste ort, Sumba, är rätt långt, var det nödvändigt att också bygga boskapshus där till personalen. Fyren är idag automatiserad. Två av husen är bevarade och blir idag använda som fritidshus och uppehållsrum för servicepersonalen.
Norr om fyren finns en navigations- och radiosändarstation. Radiosändaren är med 200 kW landets starkaste. Den sänder på 531 kHz mellanvågor.

## Historia
Det har hittats spår av fornlämningar på östsidan av Akraberg, som troligtvis kommer från munkarna, som via Shetlandsöarna omkring år 625 i båtar till Suðuroy och bosatte sig.
Under Adam av Bremens tid strandade cirka år 1040 en frisisk båt på väg till Island på en strand med hård ström vid Akraberg, och besättningen bosatte sig här. Berättelsen kan vara den historiska sannheten om friserna vid Akraberg. Landets sista hedningar bodde vid Akraberg intill digerdöden år 1350 som gjorde tolv av de tretton husen öda. Den enda överlevande, en bonde och hans två söner, flyttade till Sumba och gifte sig med tre överlevande kvinnor. En annan sägen säger att friserna bedrev sjöröveri.
Engelsmännen hade under andra världskriget en viktig radioanläggning vid Akraberg. En del av de engelska ingenjörssoldaterna togs om hand av familjerna som bodde där under tiden.
Den 3 april 1942 angreps Akraberg fyr av ett tyskt bombflyg som sköt med kulsprutor. Ingen människa kom dock till skada.

## Bildgalleri

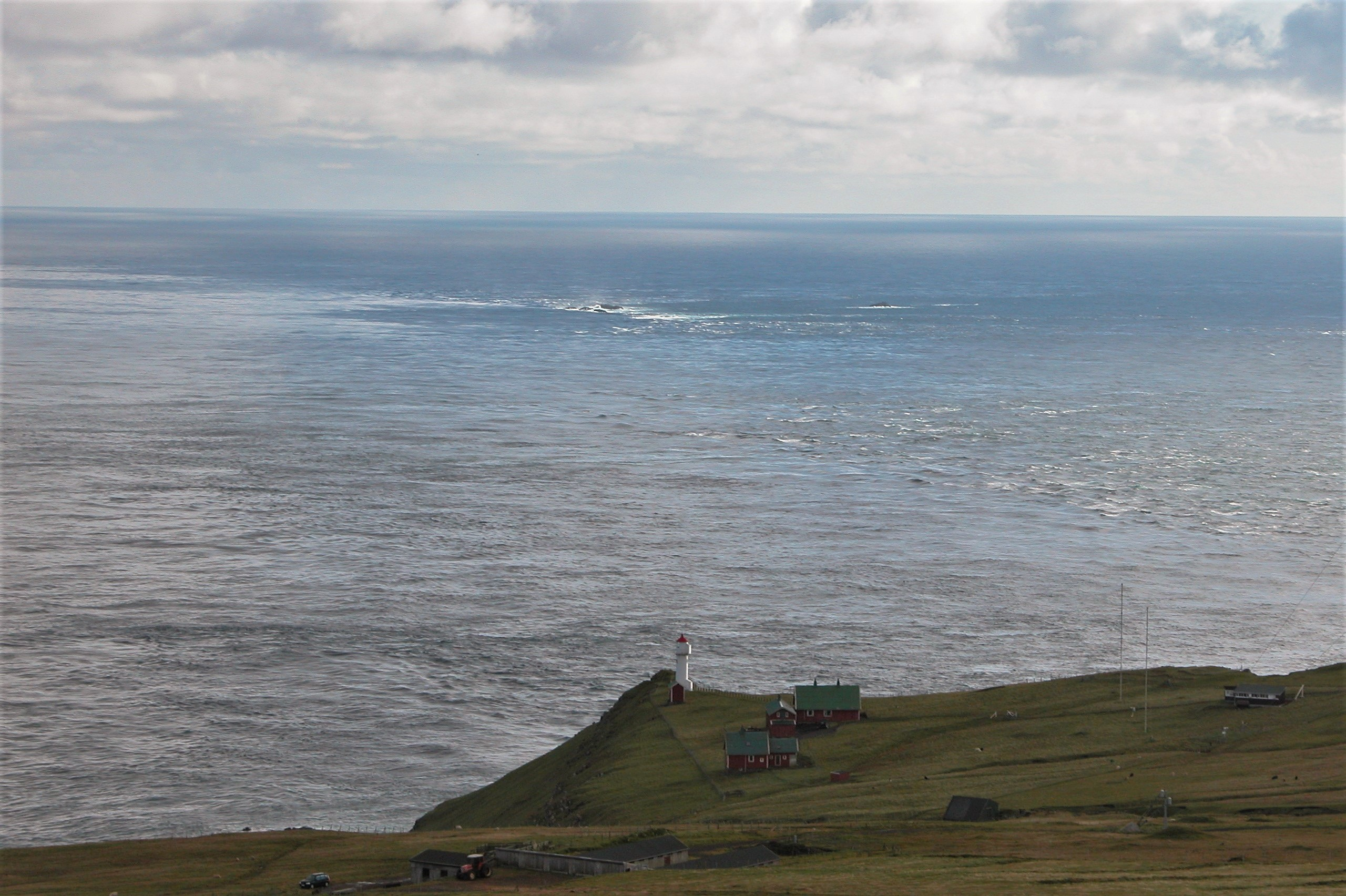
Akraberg och Sumbiarsteinur
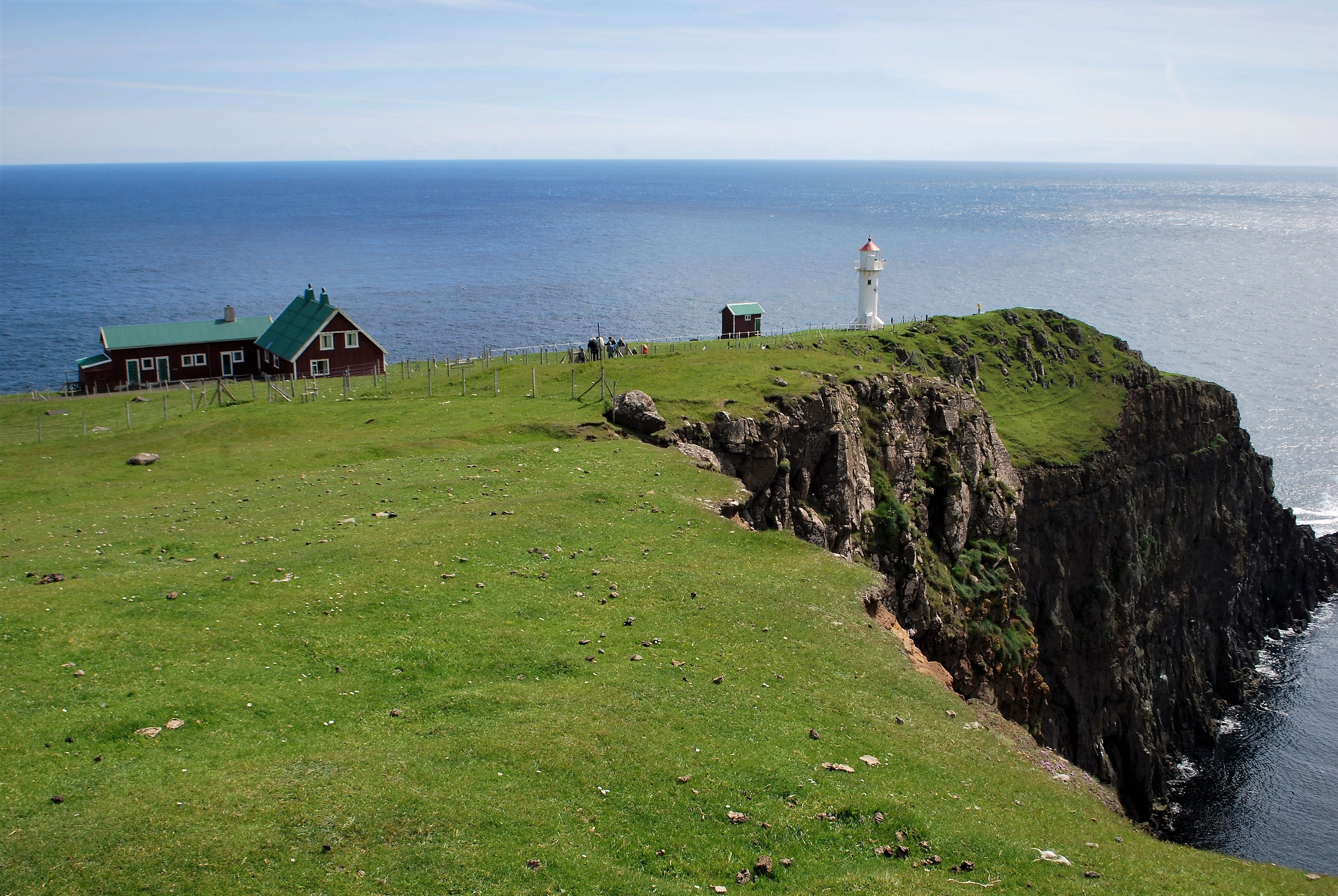
Akraberg
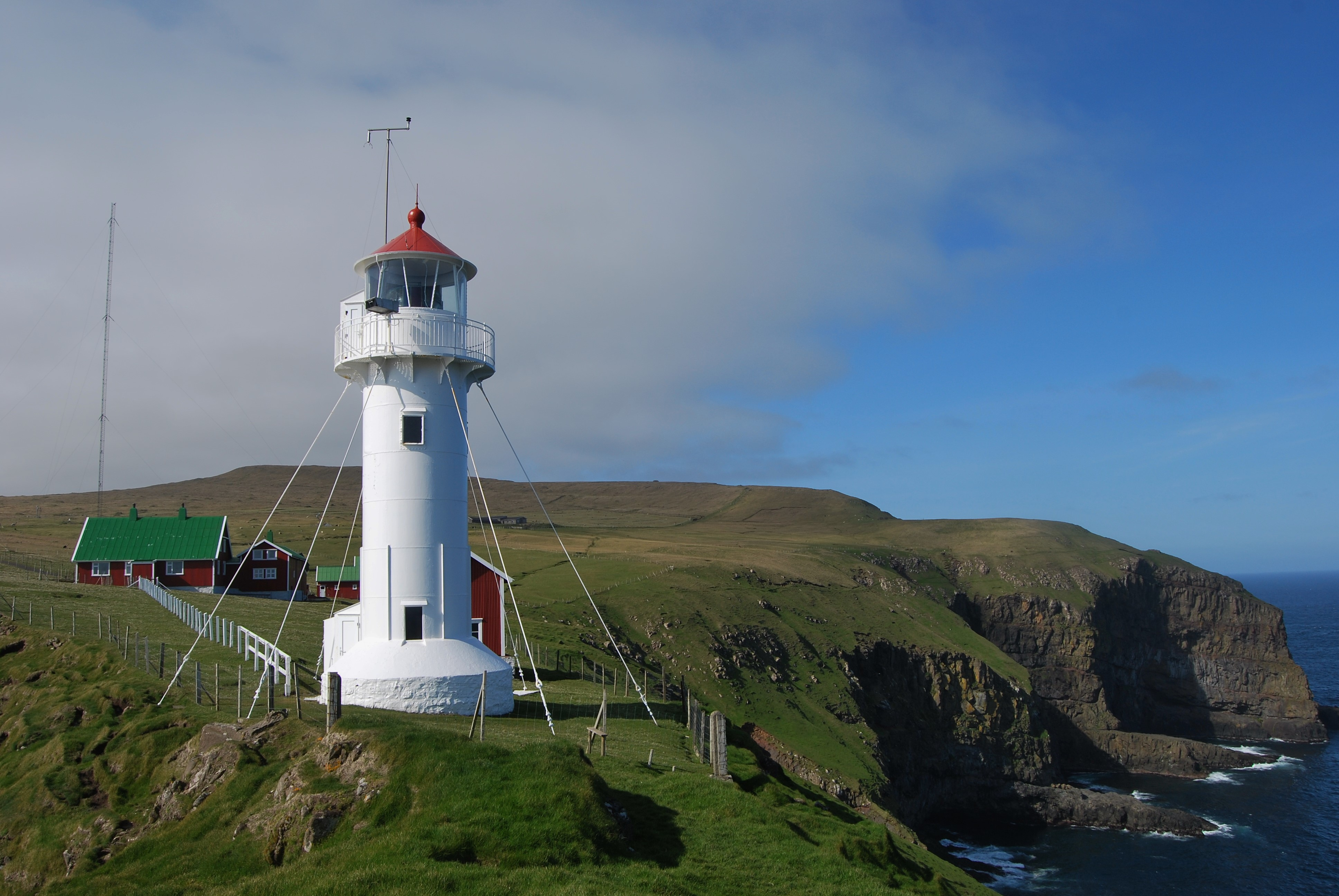
Akraberg Fyr
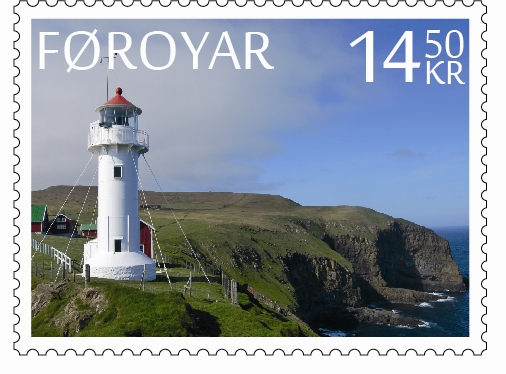
Färöiskt frimärke från 2013
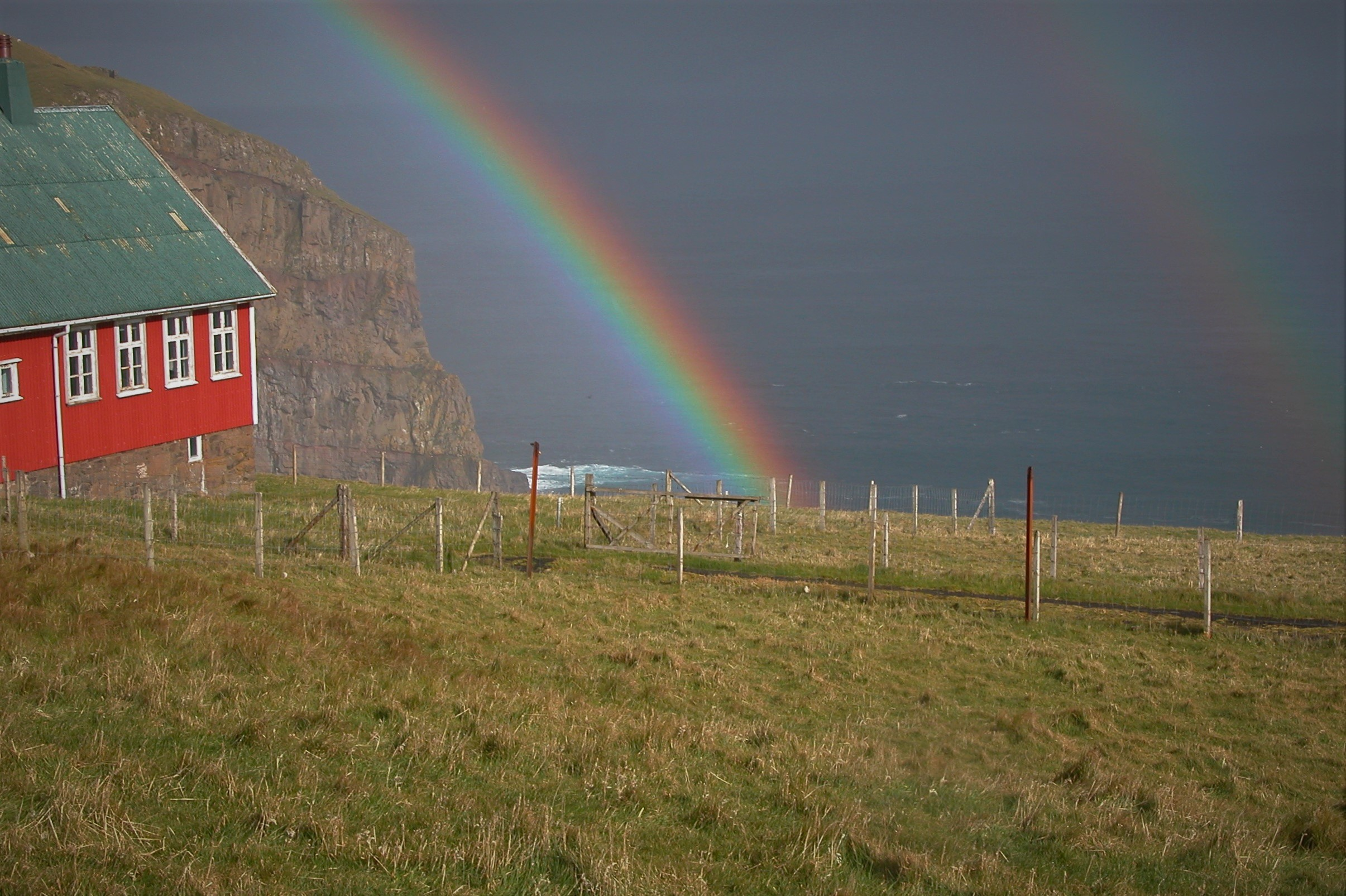
Akraberg
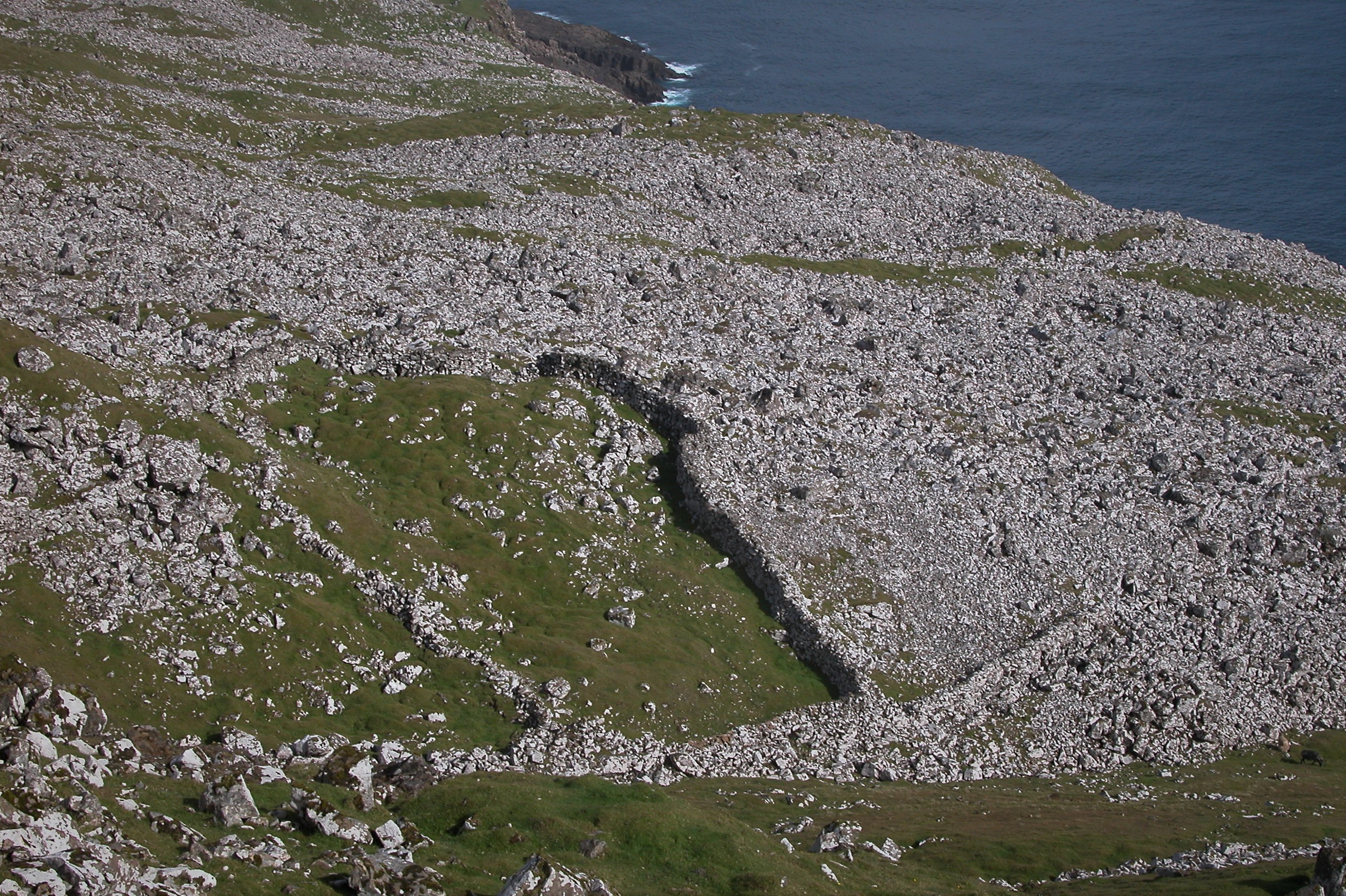
Blæing norr om Akraberg
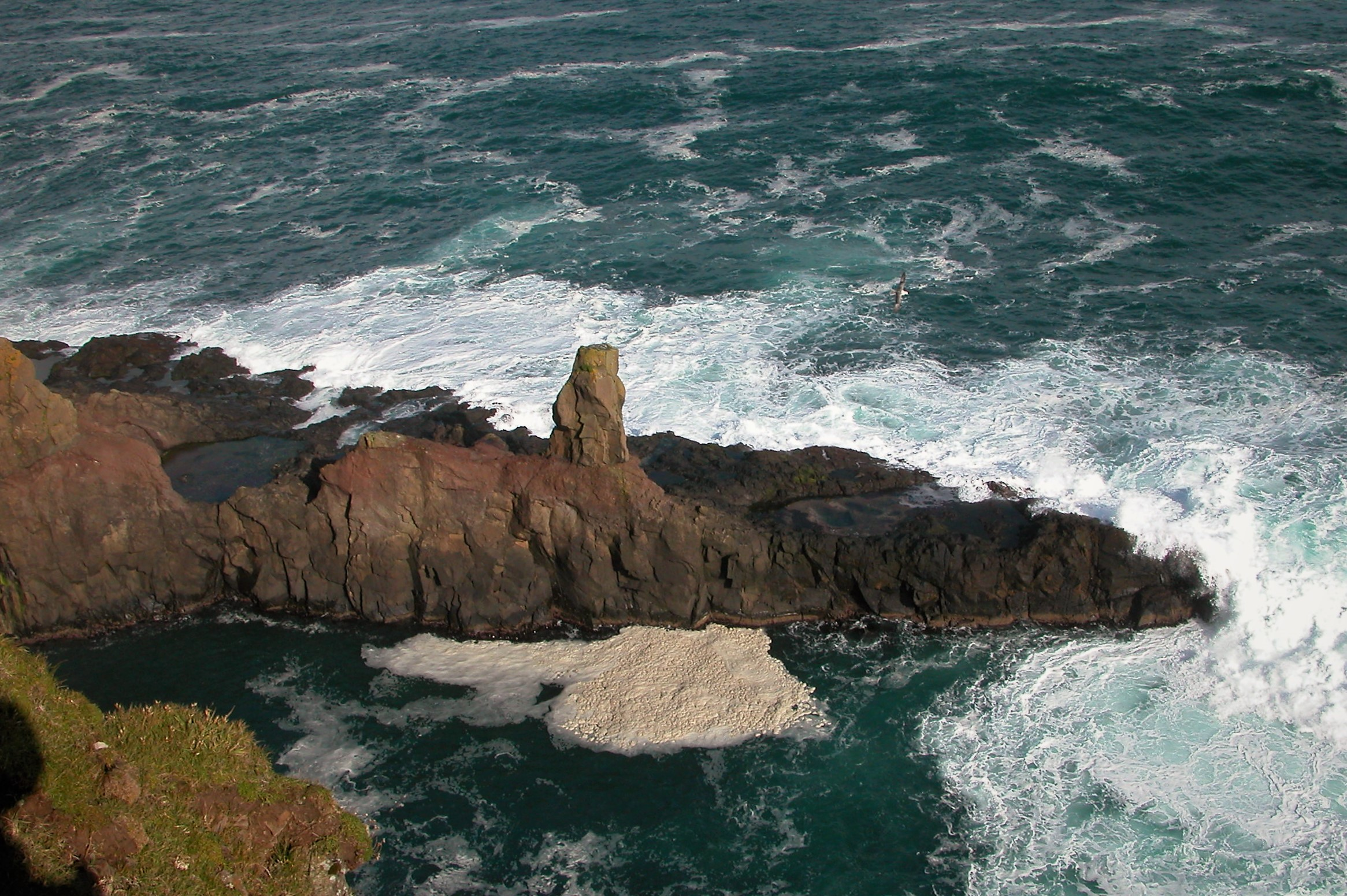
Rettartangi norr om Akraberg
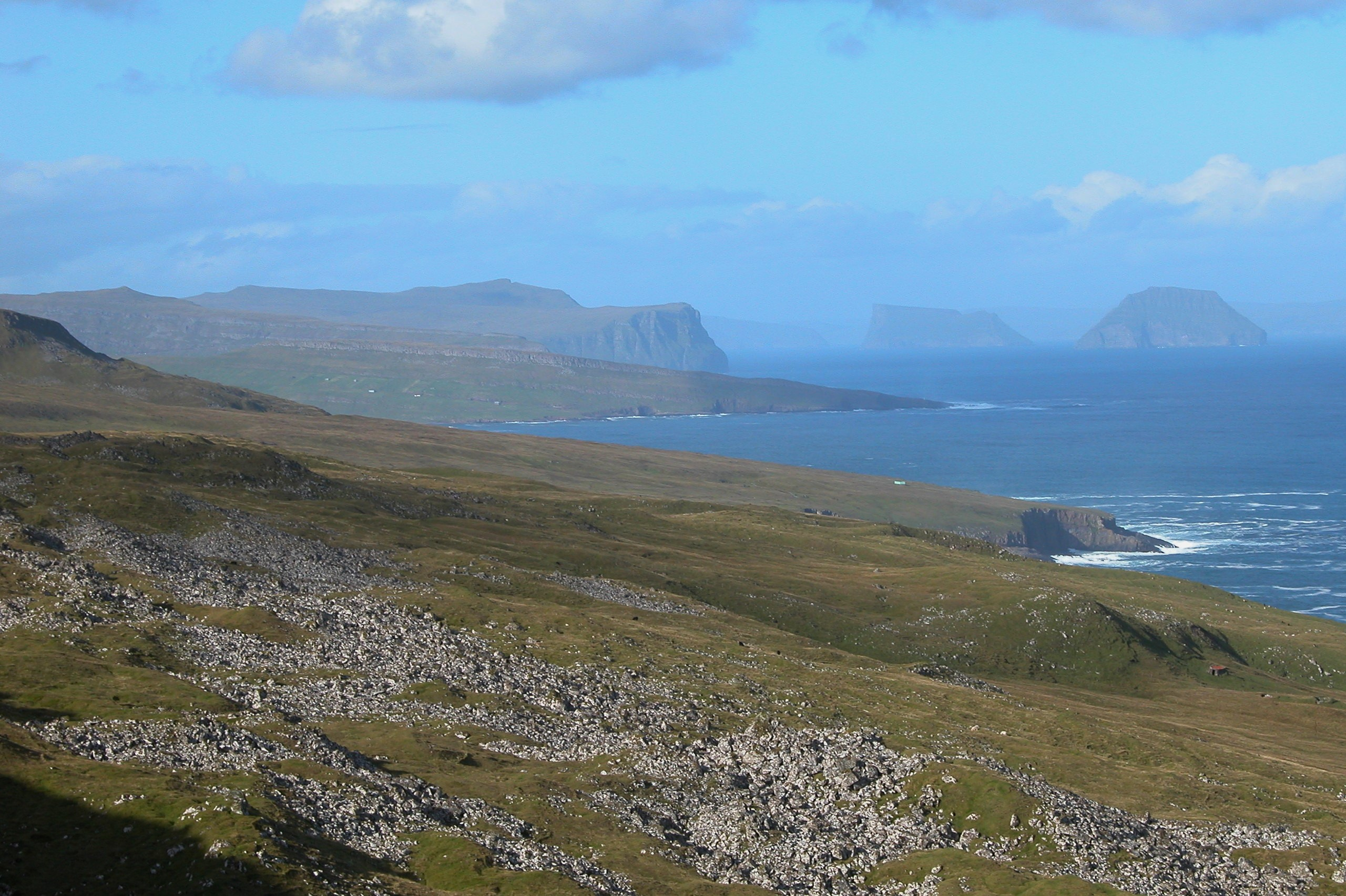
Norr om Akraberg